# برنار أوكسلي
برنار أوكسلي (بالفرنسية: Bernard Occelli)‏ مواليد 19 مايو 1961 في كان، هو سائق راليات فرنسي سابق بدأ مسيرته في سنة 1983. كان أول رالي له هو رالي مونت كارلو 1983. فاز بـ 16 سباق رالي. صعد على المنصة 34 مرة خلال مسيرته.

## سجل الفوز
- رالي كورسيكا 1988
- رالي سانريمو 1994